# Imbergkirche

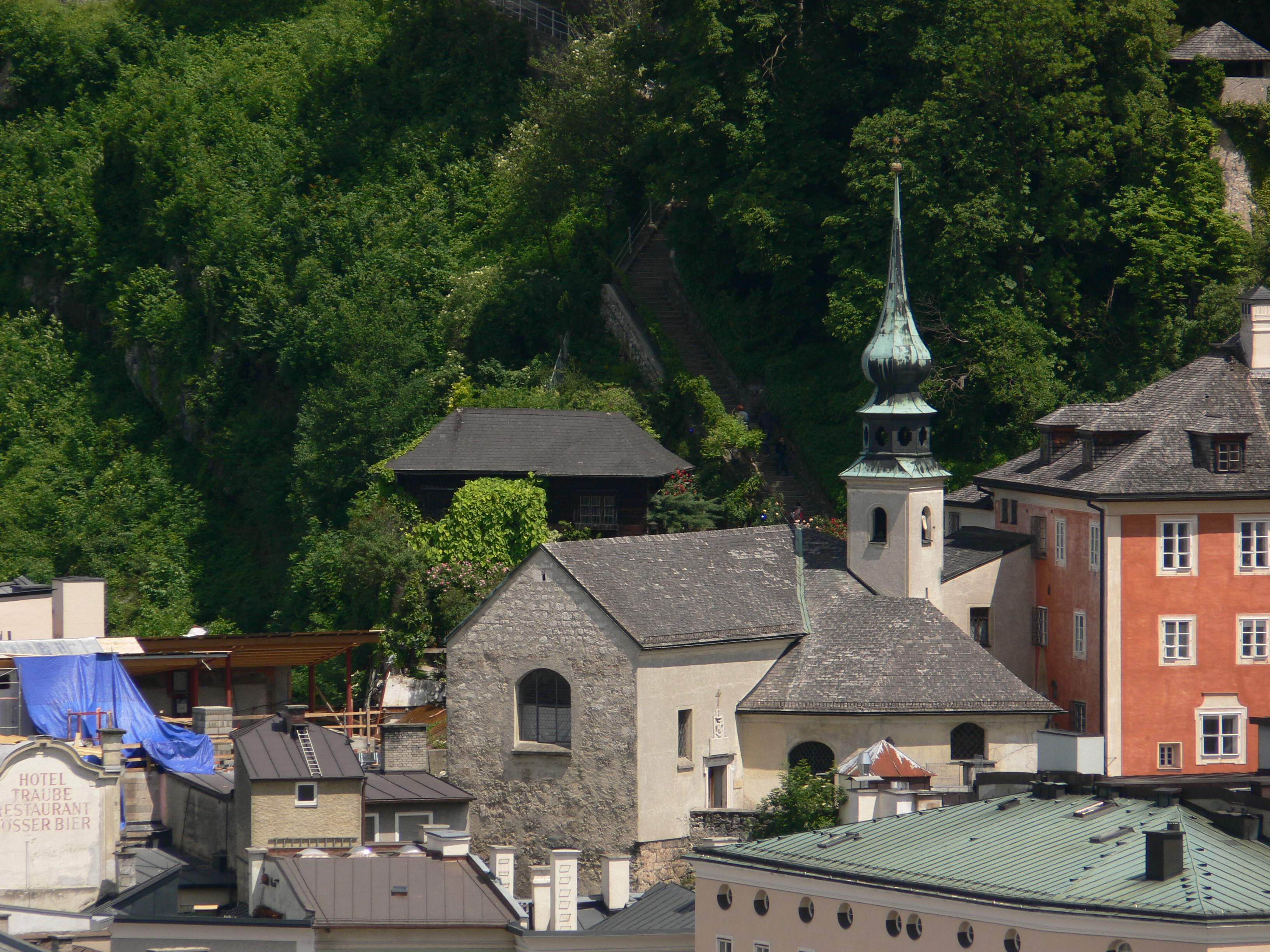
Die Imbergkirche, vom Mönchsberg aus gesehen

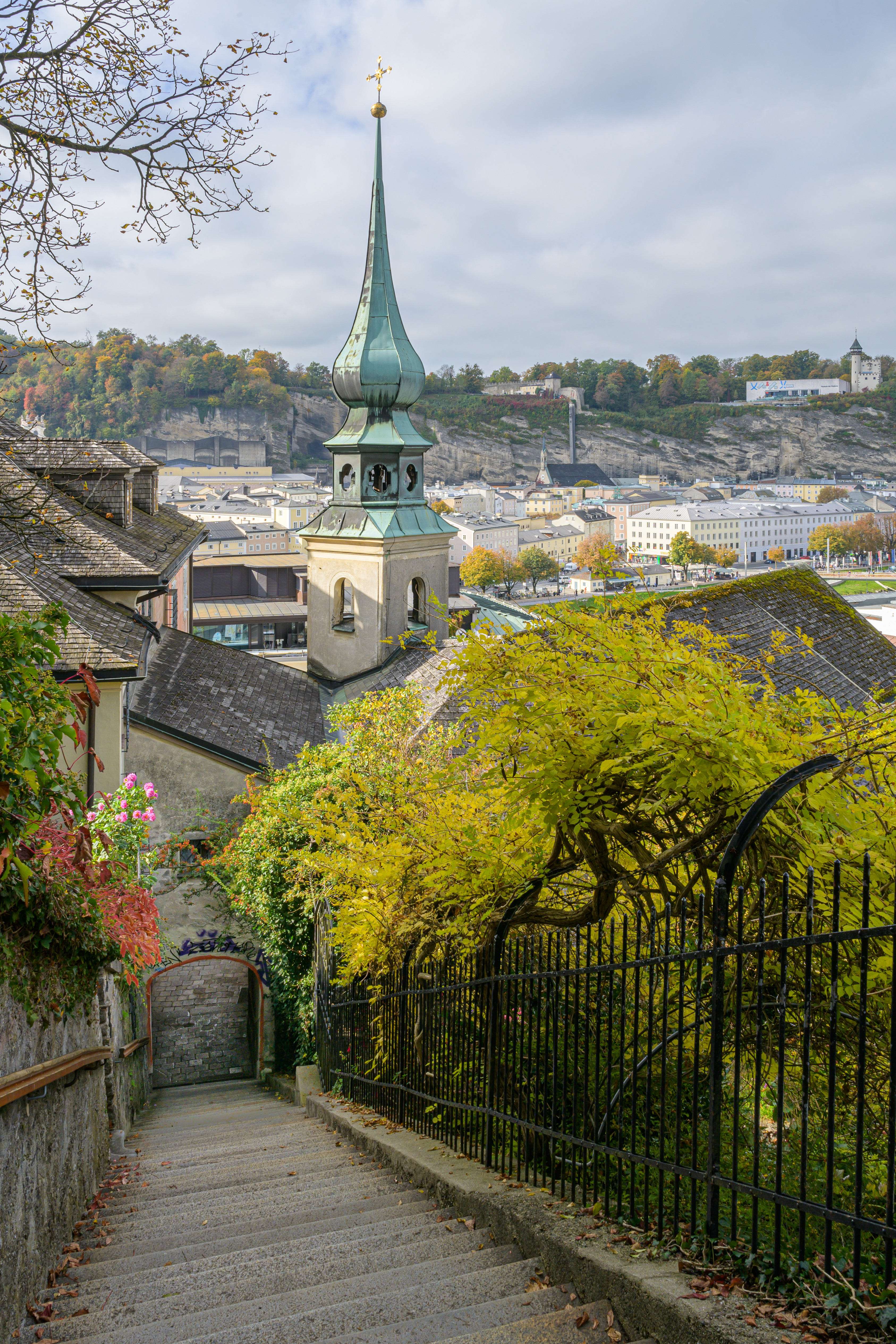
Der Zwiebelturm der Imbergkirche

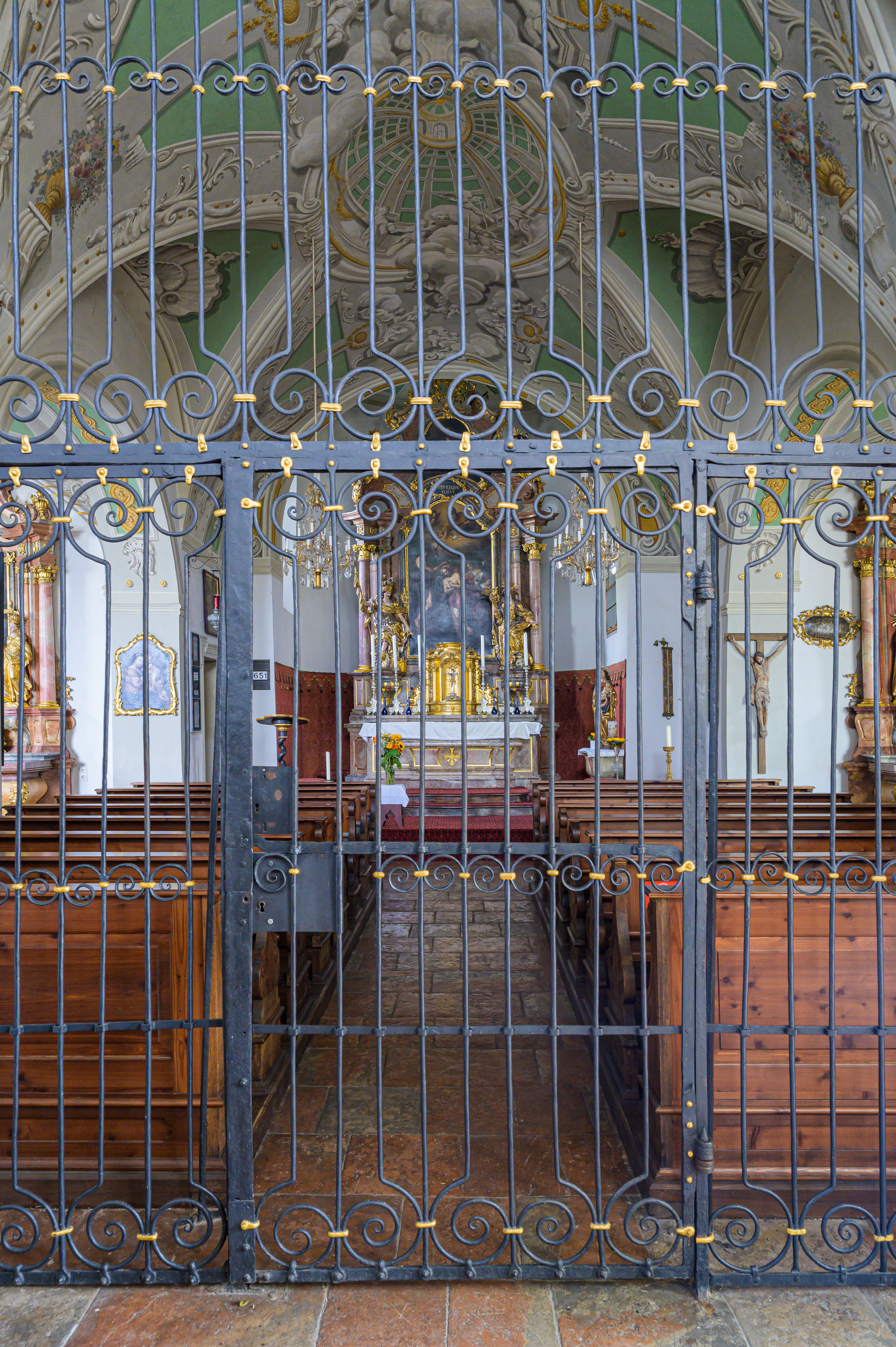
Abschlussgitter in der Vorhalle

Die römisch-katholische Imbergkirche, auch St. Johannes am Imberg genannt, liegt erhöht über der Steingasse am Fuß des Kapuzinerberges bzw. unterhalb des Kapuzinerklosters in der rechten Altstadt von Salzburg in Österreich.

## Geschichte und Bau
Sie ist den beiden heiligen Johannes dem Täufer und dem Evangelisten Johannes geweiht und wurde oft auch „Kirche St. Johannis auf dem Berge“ genannt. Die beiden heiligen Kirchenpatrone Johannes galten nach dem frühmittelalterlichen Investiturstreit als beliebte Symbole des beschaulichen und des tätigen christlichen Lebenswandels, also sowohl des Einsiedlers als auch des christlichen Streiters.
Die kleine einschiffige Kirche unterhalb des Kapuzinerklosters ist ein kleiner und abgesehen vom schmucken Zwiebelturm außen schlichter Bau. Er ist im Kern romanisch und erstmals 1319 erwähnt. Von 1594 bis 1599 war die Kirche als Klosterkirche der Kapuziner genutzt. Der Chor der Kirche ist leicht eingezogen, er besitzt eine flache Decke und einen Abschluss in Form eines Segmentbogens. Der alte Zugang vom Haus Linzergasse 4 mit seinem zugehörigen nordseitigen Kirchenportal ist heute vermauert, unter dem Putz aber noch erkennbar. Möglicherweise bestand hier ein alter, einst allgemein genutzter Zugang zur Kirche.
Ein Orkan im Jahr 1663 zerstörte den Kirchturm. Erst 1681 wurde die Kirche unter Erzbischof Max Gandolf von Kuenburg wieder aufgebaut und barockisiert, durch Kapellen erweitert und bekam dabei ihren Zwiebelturm.
Die Deckenmalerei der Kirche wurde 1772 von Andrä Langwieder gemalt. Sie zeigt im Langhaus eine perspektivisch gemalte Scheinkuppel, in der das Haupt Johannes des Täufers umgeben von einer Engelgruppe abgebildet ist.
Die in den letzten 15 Jahren vorgenommenen umfangreichen Restaurierungen der Kirche haben zu einer Wiederentdeckung der innen schmucken Kirche geführt. Diese Renovierungen gehen maßgeblich auf Johannes Neuhardt zurück, der in mehreren Schritten seit 1970 die Kirche außen und innen mustergültig erneuerte.

## Ausstattung

### Marmorhochaltar
Der heutige Hochaltar wurde um 1775 errichtet. Das Altarblatt mit der Darstellung der Taufe Christi durch Johannes den Täufer wurde schon vor 1700 gefertigt und nach 1700 durch einen Aufsatz mit dem Bild Gottvaters ergänzt. Das Oberbild zeigt Johannes den Täufer. Die seitlichen Statuen auf den Konsolen stellen die Heiligen Florian und Rosalia dar, jene im Aufsatz die Heiligen Antonius und Johannes Nepomuk. Sie wurden alle von Johann Georg Hitzl gestaltet. Das kunstvolle Tabernakel stammt aus dem Jahr 1775.

### Seitenaltäre und Heiducken-Bruderschaft
Die Kirche war einst auch Wallfahrtskirche. Die Pilger verehrten hier eine Kopie des Madonnenbildes von Santa Maria Maggiore in Rom, genannt Maria Schnee. An den Festtagen der beiden Heiligen Johannes, am 24. Juni und 27. Dezember war die Kirche viel besucht. Die Kirche war auch Sitz von Bruderschaften, wie sich die religiösen Laienverbände früher nannten. Die 1756 gegründete Vereinigung der Bediensteten des Erzbischöflichen Hofes, die in Anlehnung an die heldenhaften Kämpfer gegen die Türken auch Heiducken genannt wurden, besaßen im Seitenaltar der südlichen Kapelle ihren Bruderschaftsaltar. Beide Altäre sind in ihren Altarblättern von Franz Nikolaus Streicher gefertigt, die Figuren wie jene des Hochaltars von Johann Georg Hitzl gestaltet. Das nördliche Altarblatt zeigt die Kreuzigung Christi, die Figuren stellen die Heiligen Franziskus von Assisi und Helena dar. Das südliche Altarblatt zeigt den Tod des heiligen Josef, die seitlichen Figuren stellen die beiden Heiligen der Kirche dar.

## Nachweise
- Lieselotte von Eltz-Hoffmann: Die Kirchen Salzburgs. Verlag Anton Pustet, Salzburg 1993, ISBN 3-7025-0308-0, S. o.A.
- Bernd Euler, Ronald Gobiet, Horst Huber: Dehio Salzburg – Stadt und Land. Verlag Anton Schroll & Co,  Wien 1986, ISBN 3-7031-0599-2, S. o.A.
- St. Johannes am Imberg. In: Salzburger Nachrichten: Salzburgwiki.